# Krankenhauskapelle (Halle)

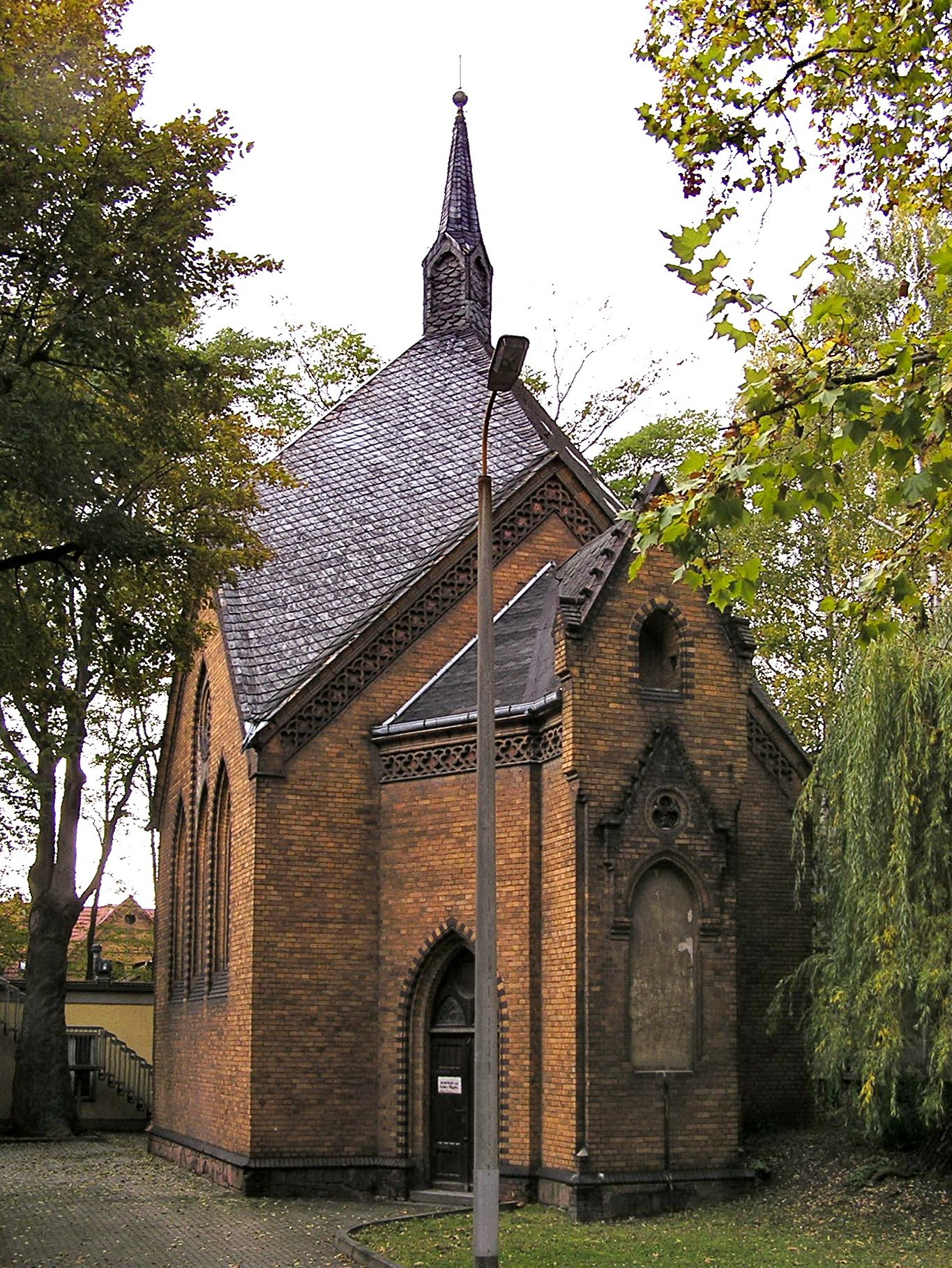
Krankenhauskapelle der Universitätsklinik

Die Krankenhauskapelle des alten Universitätsklinikums in Halle (Saale) ist Bestandteil eines Ensembles von Klinik-, Funktions- und Bettenbauten, die zwischen 1876 und 1884 auf der Maillenbreite, der heutigen Magdeburger Straße, östlich der Altstadt, errichtet wurden.
Da sich in den Klinikgebäuden kein geeigneter Raum für eine Kapelle fand, schuf 1882/1883 der zum Universitätsarchitekten berufene Ludwig von Tiedemann eine kleine Krankenhauskirche. Es handelt sich um einen quadratischen Zentralbau von 10 × 10 Metern aus gelbem Backstein mit rheinischem  Rautenhelm. Sie verfügt über eine Vorhalle im Osten und einem trapezförmigen Chorabschluss mit Sakristei im Westen. Im Gegensatz zu den Funktionsbauten der Klinik im Neorenaissance-Stil wurde die Kapelle im neogotischen Stil erbaut, um den sakralen Charakter zu betonen. Von der ursprünglichen Ausstattung ist nichts mehr erhalten. Das Bauwerk wurde 1971 profaniert und seitdem als Magazin und Bücherlager genutzt. Eine weitere sakrale Nutzung ist derzeit nicht geplant. 
1883 erhielt die Kapelle eine erste Orgel, welche 1930 erweitert wurde. Von diesem Instrument sind heute nur noch Fragmente erhalten. Erbauer der Orgel war Wilhelm Rühlmann junior aus Zörbig.